# Fredrik Sterner (gracz)
Fredrik Sterner, pseud. "REZ" (ur. 11 stycznia 1998) – szwedzki profesjonalny gracz Counter-Strike: Global Offensive, będący riflerem dla organizacji Ninjas in Pyjamas. Były członek takich zespołów jak Cringe Gods czy Epsilon eSports. Dotychczas w swojej karierze zarobił ok. 254 tysiące dolarów.

## Historia
Fredrik rozpoczął swoją karierę na scenie e-sportowej w 2015 roku w amatorskich drużynach, w których nic nie udało mu się osiągnąć. Przełom w jego karierze nadszedł 6 marca 2016 roku, kiedy dołączył do szwedzkiego zespołu - Epsilon eSports. W tej drużynie wygrał swój pierwszy, większy profesjonalny turniej, jakim był ESPORTSM 2016, gdzie Epsilon wywalczyło 12 tysięcy dolarów. Prawdziwy przełom w karierze REZ'a nadszedł 24 lipca 2016, kiedy wygrał on turniej Pro Gamer League Summer, gdzie Epsilon pokonało w finale Team X, zgarniając 50 tysięcy dolarów. Na początku 2017 roku drużyna pogrążyła się w mocnym kryzysie. Nie wygrywała żadnych turniejów, co spowodowało, że skład rozpadł się. Punktem zwrotnym w karierze Fredrika było dołączenie do szwedzkiej potęgi - Ninjas in Pyjamas, 12 czerwca 2017. Tego samego roku REZ został nazwany przełomowym graczem.

## Większe osiągnięcia[4][5]
- 2. miejsce - HITBOX Challenger Cup (2016)
- 1. miejsce - ESPORTSM 2016 (2016)
- 5/6. miejsce - DreamHack Open Summer 2016 (2016)
- 1. miejsce -  Pro Gamer League 2016 - Summer (2016)
- 2. miejsce - ASUS ROG Assembly Summer 2016 (2016)
- 3/4. miejsce - Gfinity CS:GO Invitational (2016)
- 1. miejsce - World Cyber Arena 2016 - European Finals (2016)
- 1. miejsce - Nordic Championship 2016 (2016)
- 1. miejsce -  World Cyber Arena 2016 World Finals (2016)
- 5/8. miejsce - World Electronic Sports Games 2016 (2017)
- 5/8. miejsce - ESL One: Cologne 2017 (2017)
- 1. miejsce - DreamHack Open Valencia 2017 (2017)
- 3/4. miejsce -  DreamHack Masters Malmö 2017 (2017)
- 1. miejsce - Hellcase Cup #6 (2017)
- 1. miejsce - Intel Extreme Masters XII - Oakland (REZ został najlepszym graczem tego turnieju) (2017)
- 1. miejsce - Europe Minor Championship - London 2018 (2018)
- 3/4. miejsce - DreamHack Masters Stockholm 2018 (2018)
- 2. miejsce - BLAST Pro Series: Copenhagen 2018 (2018)
- 3. miejsce - BLAST Pro Series: Madrid 2019 (2019)
- 1. miejsce - Esports Championship Series Season 7 - Europe (2019)
- 5/6. miejsce - ESL One: Cologne 2019 (2019)